# Lakki Marwat-i öngyilkos robbantás
A Lakki Marwat-i öngyilkos robbantásra 2010. január 1-jén került sor Pakisztán Északnyugati Határterületén, a Laki Marwat körzetben fekvő Shah Hassan Khel faluban. Legalább 105 ember meghalt, s több mint 100 ember megsérült. A robbantást egy öngyilkos merénylő hajtotta végre, mikor robbanószerekkel megpakolt sportautójával egy röplabdamérkőzést néző tömegbe hajtott. A 2009. októberi peshwari robbantás óta ez volt a legvéresebb robbantás Pakisztánban.

## A támadás
Egyes elképzelések szerint a falu lakói azért váltak célponttá, mert a kormányzatot támogató, tálibellenes fegyveres csoportot állítottak fel. A militánsok már hetekkel korábban megfenyegettek mindenkit, aki belépett ebbe a fegyveres szervezetbe. A támadó Mitsubishi Pajero típusú kisteherautójával a pályának a sok nézőt odavonzó közepére hajtott, miközben a helyi női csapatok mérkőzése folyamatban volt. A robbantó itt robbantotta fel a szerkezeteket. Majdnem 400 ember volt a helyszínen. A detonáció ereje a levegőbe röpítette a játékosokat. A becslések szerint több mint 270 kilogrammnyi (600 fontnyi) robbanóanyagot használtak fel. A robbantás időpontjában majdnem 300 ember nézte az összecsapást. Az áldozatok között hat gyermek és öt önkéntes katona volt. A többi áldozat leginkább nézelődő tinédzser volt. Szemtanúk állítása szerint a lángok magasan az ég felé törtek és nagy villanást lehetett látni, mielőtt meghallották a robbanást.
A helyben lakók egy béketanácsot alakítottak, mely a robbantás idején a mecsetben ülésezett. A mecset teteje beomlott, de a tanácskozáson részt vevők közül senki nem szenvedett súlyos sérülést. Húsznál is több környékbeli ház összeomlott. Többen az összedűlő épületek alatt maradtak. A sötétben az autók fényszórói mellett keresték az áldozatokat. A rezgéseket 18 kilométer távolságból is lehetett érezni.
A robbantást követő napon egyik csoport sem vállalta magára az akciót. Elemzők szerint ez akkor fordul elő gyakran, mikor a robbantásnak sok civil áldozata van. Talat Mashud nyugalmazott vezérezredes, pakisztáni biztonsági elemző szerint a támadás leginkább a tálibokkal hozható összefüggésbe. A következőket mondta: "Minden bizonnyal ezek Észak-Vazarisztánból és a táliboktól származó katonák, akiket a hadsereg sikeres Lakki Marwat-i tevékenysége, a terület sikeres kiürítése nagyon feldühített."
A falu bölcsei kijelentették, hogy továbbra is a tálibok ellen vannak. A törzsi tanács vezetője ezt mondta: "Az ilyen támadások csak megerősítik ellenállásunkat. Mivel pastuk vagyunk, a rettenetre csak az elégtétel lehet az egyetlen válasz."

## Reakciók
- Pakisztán: Aszif Ali Zarkadi elnök és Joszuf Raza Gillani miniszterelnök is elítélte a robbantást.[19] Altaf Husszein, a Muttahida Káumi Mozgalom vezetője amellett, hogy elítélte, úgy minősítette az eseményt, mint amely Pakisztán helyzetének további romlására tett erőfeszítés.[20] Az Északnyugati Határvidék kormánya bejelentette, hogy minden érintett család minden halott után 300 000 Rs (70 000 000 forint), minden sebesült után pedig 100 000 rúpia (23 000 000 forint) segélyt ad.[21]
- USA: Hillary Rodham Clinton külügyminiszter sajtóközleményt bocsátott ki: "Az Egyesült Államok határozottan elutasítja a mai, civileket is érintő, Pakisztánban megtörtént öngyilkosságot. Mély együttérzésünket fejezzük ki az áldozatok családtagjai s Pakisztán népe felé. A pakisztáni nép megtapasztalta, hogy a terroristák iskolákat, piacokat, mecseteket, s most egy röplabda mérkőzés helyszínét nézik ki célpontnak. Az Egyesült Államok a továbbiakban is a pakisztáni nép mellett áll jövőjük megmentése érdekében, hogy ne félelemben és megfélemlítésben kelljen élniük, s segíteni fogjuk a szélsőségesek ellen vívott csatájukban és a demokrácia kiépítése érdekében kifejtett erőfeszítéseiket."[22][23]
- Európai Unió: Az Európai Unió külügyekért és biztonságpolitikáért felelős főmegbízottja, Catherine Ashton egy nyilatkozatban ítélte el a támadásokat. "Mélyen megráztak a Laki Marwatban megrendezett sporteseményen végrehajtott brutális bombatámadás, mely sok védtelen civil áldozatot követelt, s számos sérültet hagyott maga után. Ebben a nehéz pillanatban az EU ismét megerősíti Pakisztán népe és kormánya felé vállalt támogatását."[24]
- Oroszország: Dmitrij Mdvegyev orosz elnök sajnálatát fejezte ki. "Sajnálattal értesültem a szélsőségesek legújabb támadásáról, a Laki Marwatban egy röplabdamérkőzésen bekövetkezett véres terroristatámadásról. Pakisztán a harcban segítséget várhat Oroszországtól és a teljes nemzetközi közösségtől. Nincs afelől kétségünk, hogy az ilyen embertelen bűncselekmények szervezőit megtalálják, s súlyosan meg is büntetik."[25]
- Egyesült Királyság: A Külügyminisztérium azt nyilatkozta: "ez a rettenetes terrortámadás oly sok ember értelmetlen halálát okozta."[26]
- Mexikó: A Külügyminisztérium a támadás miatt mély együttérzését és a mexikói hatóságok szolidaritását fejezi ki a történtek következtében.[27]
- Kanada: Lawrence Cannon kanadai külügyminiszter ezt nyilatkozta: "Kanada mélyen sajnálja a pakisztáni nép ellen irányuló gyáva támadást. Az áldozatok családtagjaikat és barátaikat legmélyebb együttérzésünkről biztosítjuk, a sérülteknek pedig mihamarabbi felépülést kívánunk."[28]

## Fordítás
- Ez a szócikk részben vagy egészben  a(z)   2010 Lakki Marwat suicide bombing című angol Wikipédia-szócikk ezen változatának fordításán alapul.  Az eredeti cikk szerkesztőit annak laptörténete sorolja fel. Ez a jelzés csupán a megfogalmazás eredetét és a szerzői jogokat jelzi, nem szolgál a cikkben szereplő információk forrásmegjelöléseként.

## További információ
- A támadás fényképalbuma a BBC.co.uk honlapján
- Video: Pakistan Blast Leaves 88 Dead
- Video: Bomber strikes Pakistan tournament, Al Jazeera English